# Torneo dei candidati 2024
Il Torneo dei candidati 2024 è stato un torneo di scacchi organizzato dalla FIDE, che si è disputato a Toronto dal 3 al 21 aprile del 2024. Il torneo è parte del ciclo mondiale 2023-2024 ed è stato vinto da Gukesh, che ha in seguito sfidato l'allora campione in carica Ding Liren. Per la prima volta l'evento è stato disputato in concomitanza con il suo corrispettivo femminile.

## Scelta della sede
È la prima volta che i Candidati si disputano in un paese del continente americano. L'organizzazione è stata resa possibile dalla collaborazione tra la FIDE e Isai Scheinberg, fondatore con il figlio Mark del portale di poker online PokerStars, e uno dei maggiori investitori del portale di scacchi Chess.com. Di origini lituane la famiglia Scheinberg risiede da anni proprio nella città di Toronto.

## Formato
Come da tradizione il torneo è un girone all'italiana con partite di andata e ritorno per un totale di quattordici turni. Ogni giocatore avrà a disposizione 120 minuti per le prime 40 mosse, 30 minuti per il prosieguo della partita, 30 secondi di incremento a mossa a partire dalla mossa 41. Non sono consentite le patte d'accordo prima della quarantesima mossa.
Il montepremi è di 500 000 euro, dei quali 48 000 al primo classificato, 36 000 al secondo e 24 000 al terzo. Per ogni mezzo punto ciascun giocatore riceve 3 500 euro.

## Partecipanti
Al torneo gli 8 partecipanti si sono qualificati secondo i seguenti criteri:
- 1 posto allo sconfitto del precedente match mondiale: Jan Nepomnjaščij;
- 3 posti dalla FIDE World Cup 2023, svoltasi a Baku dal 29 luglio al 26 agosto 2023: Praggnanandhaa, Fabiano Caruana, Nicat Abbasov;[N 2]
- 2 posti dal FIDE Grand Swiss 2023, che si è svolto a Douglas dal 23 ottobre al 5 novembre 2023: Vidit, Hikaru Nakamura;
- 1 posto a colui che avesse totalizzato più punti nel Circuito FIDE durante l'anno solare 2023 e che non fosse risultato già qualificato attraverso i criteri sopra elencati: Gukesh;
- 1 posto al primo nel ranking Elo di gennaio 2024, che abbia disputato almeno quattro tornei del Circuito FIDE e che non risulti già qualificato attraverso i criteri sopra elencati: Alireza Firouzja.

Per la prima volta dal Mondiale del 2012 non è stata un'edizione del FIDE Grand Prix ad assegnare almeno un posto al Torneo dei candidati.

## Risultati

### Calendario
Tutti i turni si svolgono alle ore 14.30 (EDT).
| Turno 1 – 4 aprile 2024  | Turno 1 – 4 aprile 2024 | Turno 1 – 4 aprile 2024 |
| ------------------------ | ----------------------- | ----------------------- |
| Fabiano Caruana          | Hikaru Nakamura         | ½–½                     |
| Nicat Abbasov            | Jan Nepomnjaščij        | ½–½                     |
| Alireza Firouzja         | Praggnanandhaa          | ½–½                     |
| Gukesh                   | Vidit                   | ½–½                     |
| Turno 2 – 5 aprile 2024  |                         |                         |
| Hikaru Nakamura (½)      | Vidit (½)               | 0–1                     |
| Praggnanandhaa (½)       | Gukesh (½)              | 0–1                     |
| Jan Nepomnjaščij (½)     | Alireza Firouzja (½)    | 1–0                     |
| Fabiano Caruana (½)      | Nicat Abbasov (½)       | 1–0                     |
| Turno 3 – 6 aprile 2024  |                         |                         |
| Nicat Abbasov (½)        | Hikaru Nakamura (½)     | ½–½                     |
| Alireza Firouzja (½)     | Fabiano Caruana (1½)    | ½–½                     |
| Gukesh (1½)              | Jan Nepomnjaščij (1½)   | ½–½                     |
| Vidit (1½)               | Praggnanandhaa (½)      | 0–1                     |
| Turno 4 – 7 aprile 2024  |                         |                         |
| Hikaru Nakamura (1)      | Praggnanandhaa(1½)      | ½–½                     |
| Jan Nepomnjaščiji (2)    | Vidit (1½)              | 1–0                     |
| Fabiano Caruana (2)      | Gukesh (2)              | ½–½                     |
| Nicat Abbasov (1)        | Alireza Firouzja (1)    | ½–½                     |
| Turno 5 – 9 aprile 2024  |                         |                         |
| Alireza Firouzja (1½)    | Hikaru Nakamura (1½)    | 0–1                     |
| Gukesh (2½)              | Nicat Abbasov (1½)      | 1–0                     |
| Vidit (1½)               | Fabiano Caruana (2½)    | ½–½                     |
| Praggnanandhaa (2)       | Jan Nepomnjaščij (3)    | ½–½                     |
| Turno 6 – 10 aprile 2024 |                         |                         |
| Gukesh (3½)              | Hikaru Nakamura (2½)    | ½–½                     |
| Vidit (2)                | Alireza Firouzja (1½)   | 1–0                     |
| Praggnanandhaa (2½)      | Nicat Abbasov (1½)      | 1–0                     |
| Jan Nepomnjaščij (3½)    | Fabiano Caruana (3)     | ½–½                     |
| Turno 7 – 11 aprile 2024 |                         |                         |
| Hikaru Nakamura (3)      | Jan Nepomnjaščij (4)    | ½–½                     |
| Fabiano Caruana (3½)     | Praggnanandhaa (3½)     | ½–½                     |
| Nicat Abbasov (1½)       | Vidit (3)               | ½–½                     |
| Alireza Firouzja (1½)    | Gukesh (4)              | 1–0                     |

| Turno 8 – 13 aprile 2024  | Turno 8 – 13 aprile 2024 | Turno 8 – 13 aprile 2024 |
| ------------------------- | ------------------------ | ------------------------ |
| Hikaru Nakamura (3½)      | Fabiano Caruana (4)      | 1–0                      |
| Jan Nepomnjaščij (4½)     | Nicat Abbasov (2)        | ½–½                      |
| Praggnanandhaa (4)        | Alireza Firouzja (2½)    | ½–½                      |
| Vidit (3½)                | Gukesh (4)               | 0–1                      |
| Turno 9 – 14 aprile 2024  |                          |                          |
| Vidit (3½)                | Hikaru Nakamura (4½)     | 1–0                      |
| Gukesh (5)                | Praggnanandhaa (4½)      | ½–½                      |
| Alireza Firouzja (3)      | Jan Nepomnjaščij (5)     | ½–½                      |
| Nicat Abbasov (2½)        | Fabiano Caruana (4)      | ½–½                      |
| Turno 10 – 15 aprile 2024 |                          |                          |
| Hikaru Nakamura (4½)      | Nicat Abbasov (3)        | 1–0                      |
| Fabiano Caruana (4½)      | Alireza Firouzja (3½)    | 1–0                      |
| Jan Nepomnjaščij (5½)     | Gukesh (5½)              | ½–½                      |
| Praggnanandhaa (5)        | Vidit (4½)               | ½–½                      |
| Turno 11 – 17 aprile 2024 |                          |                          |
| Praggnanandhaa (5½)       | Hikaru Nakamura (5½)     | 0–1                      |
| Vidit (5)                 | Jan Nepomnjaščij (6)     | 0–1                      |
| Gukesh (6)                | Fabiano Caruana (5½)     | ½–½                      |
| Alireza Firouzja (3½)     | Nicat Abbasov (3)        | 1–0                      |
| Turno 12 – 18 aprile 2024 |                          |                          |
| Hikaru Nakamura (6½)      | Alireza Firouzja (4½)    | 1–0                      |
| Nicat Abbasov (3)         | Gukesh (6½)              | 0–1                      |
| Fabiano Caruana (6)       | Vidit (5)                | 1–0                      |
| Jan Nepomnjaščij (7)      | Praggnanandhaa (5½)      | ½–½                      |
| Turno 13 – 20 aprile 2024 |                          |                          |
| Jan Nepomnjaščij (7½)     | Hikaru Nakamura (7½)     | ½–½                      |
| Praggnanandhaa (6)        | Fabiano Caruana (7)      | 0–1                      |
| Vidit (5)                 | Nicat Abbasov (3)        | ½–½                      |
| Gukesh (7½)               | Alireza Firouzja (4½)    | 1–0                      |
| Turno 14 – 21 aprile 2024 |                          |                          |
| Hikaru Nakamura (8)       | Gukesh (8½)              | ½–½                      |
| Alireza Firouzja (4½)     | Vidit (5½)               | ½–½                      |
| Nicat Abbasov (3½)        | Praggnanandhaa (6)       | 0-1                      |
| Fabiano Caruana (8)       | Jan Nepomnjaščij (8)     | ½–½                      |

### Classifica
| Giocatore        | Elo  | G  | V | P  | S | Punti | SB    |
| ---------------- | ---- | -- | - | -- | - | ----- | ----- |
| Gukesh           | 2743 | 14 | 5 | 7  | 1 | 9     | 57    |
| Hikaru Nakamura  | 2789 | 14 | 5 | 6  | 2 | 8,5   | 56    |
| Jan Nepomnjaščij | 2758 | 14 | 3 | 10 | 0 | 8,5   | 56    |
| Fabiano Caruana  | 2803 | 14 | 4 | 8  | 1 | 8,5   | 54    |
| Praggnanandhaa   | 2747 | 14 | 2 | 8  | 2 | 7     | 42.5  |
| Vidit            | 2727 | 14 | 3 | 5  | 5 | 6     | 40.25 |
| Alireza Firouzja | 2760 | 14 | 2 | 5  | 6 | 5     | 32.37 |
| Nicat Abbasov    | 2632 | 14 | 0 | 7  | 6 | 3,5   | 25    |

### Classifica in divenire
| Giocatore      | Turni | Turni | Turni | Turni | Turni | Turni | Turni | Turni | Turni | Turni | Turni | Turni | Turni | Turni |
| Giocatore      | 1     | 2     | 3     | 4     | 5     | 6     | 7     | 8     | 9     | 10    | 11    | 12    | 13    | 14    |
| -------------- | ----- | ----- | ----- | ----- | ----- | ----- | ----- | ----- | ----- | ----- | ----- | ----- | ----- | ----- |
| Abbasov        | 0,5   | 0,5   | 1     | 1,5   | 1,5   | 1,5   | 2     | 2,5   | 3     | 3     | 3     | 3     | 3,5   | 3,5   |
| Caruana        | 0,5   | 1,5   | 2     | 2,5   | 3     | 3,5   | 4     | 4     | 4,5   | 5,5   | 6     | 7     | 8     | 8,5   |
| Firouzja       | 0,5   | 0,5   | 1     | 1,5   | 1,5   | 1,5   | 2,5   | 3     | 3,5   | 3,5   | 4.5   | 4,5   | 4,5   | 5     |
| Gukesh         | 0,5   | 1,5   | 2     | 2,5   | 3,5   | 4     | 4     | 5     | 5,5   | 6     | 6.5   | 7,5   | 8,5   | 9     |
| Nakamura       | 0,5   | 0,5   | 1     | 1,5   | 2,5   | 3     | 3,5   | 4,5   | 4,5   | 5,5   | 6.5   | 7,5   | 8     | 8,5   |
| Nepomnjaščij   | 0,5   | 1,5   | 2     | 3     | 3,5   | 4     | 4,5   | 5     | 5,5   | 6     | 7     | 7,5   | 8     | 8,5   |
| Praggnanandhaa | 0,5   | 0,5   | 1,5   | 2     | 2,5   | 3,5   | 4     | 4,5   | 5     | 5,5   | 5,5   | 6     | 6     | 7     |
| Vidit          | 0,5   | 1,5   | 1,5   | 1,5   | 2     | 3     | 3,5   | 3,5   | 4,5   | 5     | 5     | 5     | 5,5   | 6     |

### Annotazioni
1. ↑  Il padre di Isai Scheinberg, Matafia Šeinbergas, partecipò a due Olimpiadi degli scacchi nel 1930 e nel 1931.
2. ↑  Il già campione del mondo Magnus Carlsen, primo classificato della Coppa del Mondo, ha rinunciato a competere per il titolo mondiale a partire dal ciclo mondiale 2022-2023; la sua lettera di rinuncia per questo ciclo mondiale è stata inoltrata dal norvegese il 13 gennaio 2024. Abbasov, da regolamento FIDE, era il primo della lista dei sostituti in quanto quarto classificato alla Coppa del Mondo.[5]

### Fonti
1. 1 2 3  (EN) Toronto will host the 2024 FIDE Candidates Tournaments, su fide.com. URL consultato il 29 marzo 2023.
2. 1 2  (EN) Isai Scheinberg: His Company, His Legacy, and How Black Friday Impacted Both, su contents.pokerstake.com. URL consultato il 29 marzo 2023.
3. 1 2  (EN) FIDE publishes regulations for 2024 Candidates Tournaments, su fide.com. URL consultato il 23 gennaio 2023.
4. ↑  (EN) Fide World Championship Cycle, su worldchampionshipcycle.fide.com. URL consultato il 29 marzo 2023 (archiviato il 10 luglio 2023).
5. ↑  (EN) Magnus Carlsen withdraws from Candidates 2024, the spot goes to Nijat Abasov, su fide.com. URL consultato il 14 gennaio 2024.